# Space opera

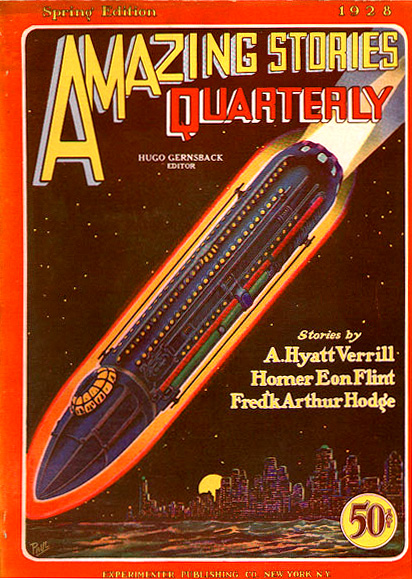
Una portada de la revista Amazing Stories de 1928.

La space opera, òpera espacial o opereta espacial és un subgènere de ficció on es relaten històries sobre aventures tractades de forma romàntica i que en la major part dels casos tenen lloc a l'espai. Es pot considerar la space opera com la continuació natural de les novel·les d'aventures sobre escenaris exòtics i llunyans de l'espai però privat de l'element especulatiu propi de la ciència-ficció. Els personatges solen pertànyer als arquetips d'heroi i malvat, i els arguments típics tracten sobre viatges estel·lars, batalles o imperis galàctics, exhibint vistosos assoliments tecnològics.
A vegades, l'òpera espacial s'utilitza com un terme en sentit pejoratiu per referir-se a la ciència-ficció de mala qualitat, però en general només descriu un gènere en particular dins de la ciència-ficció, sense cap judici de valor.

## Història

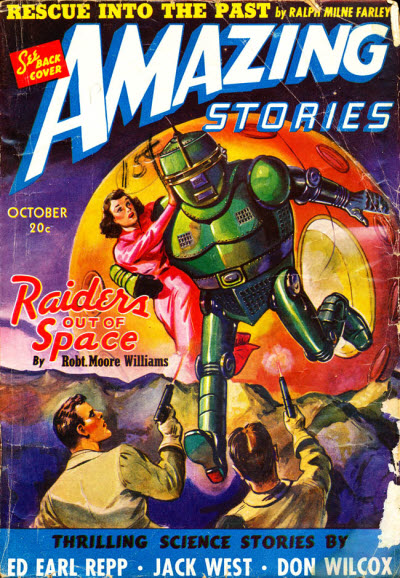
Portada de revista d'opereta espacial el 1940

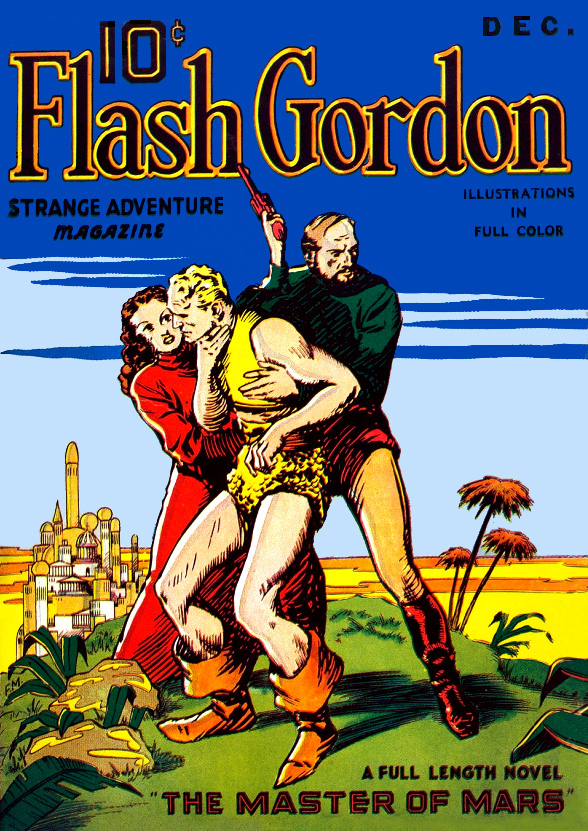
Portada de Flash Gordon

L'escriptor Wilson Tucker va utilitzar per primera vegada el terme space opera el 1941 per referir-se al que ell percebia com a vicis i clixés de la ciència-ficció del seu temps, fent al·lusió al gènere de les western operes (operes de l'oest), molt populars al començament del segle XX als Estats Units.
Com fan notar David G. Hartwell i Kathryn Cramer a la seva antologia de space operes The Space Opera Renaissance (2006), "no hi ha consens sobre el que és la space opera, quins autors són un millor exemple d'ella o fins i tot quins treballs quedarien englobats en ella." Els autors ressalten que la space opera ha tingut diferents claus i definicions al llarg de la seva història, que s'han vist afectades per la política literària del moment. El que ara es coneix com a space opera és el que es solia anomenar fantasia científica, mentre que allò al que originalment es coneixia amb el terme ha deixat d'existir.
En la seva forma més familiar, el gènere és un producte de les revistes pulp dels anys 1920-1940. La ciència-ficció en general va nodrir-se del gènere pulp i d'aventures, el western i històries en emplaçaments exòtics com Orient o Àfrica, i la space opera no és una excepció. Existeixen nombrosos paral·lelismes entre les naus tradicionals i les espacials, entre els exploradors de l'època colonialista i els exploradors de l'espai, entre els pirates marítims i els pirates espacials, etc. La space opera clàssica és una transposició dels vells temes dels llibres de vaquers, o westerns, a la ciència-ficció, reemplaçant el revòlver Colt per la pistola làser, el cavall per la nau espacial, la febre de l'or pels miners dels asteroides, etcètera. El major auge del subgènere es va donar durant l'edat d'or de la ciència-ficció, a la dècada de 1940. D'alguna manera, va ser la space opera la que va donar mala fama a la ciència-ficció, donat que la major part dels seus exponents eren de baixa qualitat literària.
Una novel·la molt primerenca de proto-ciència-ficció podria ser també considerada la primera space opera. Es tracta de Edison's Conquest of Mars de Garrett P. Serviss, publicada el 1898, i encara que precedeix el terme space opera conté tots els clixés que el caracteritzen: naus espacials, viatge a altres planetes, cotxes voladors, batalles contra malvats alienígenes, armes militars de gran potència destructiva, donzelles en dificultats, i fins i tot una primera aparició del raig desintegrador.
El prototip de space opera pulp és la novel·la d'E. E. Smith The Skylark of Space (publicada per primer cop a Amazing Stories el 1928), en la qual un científic construeix una nau espacial i viatja amb una companya femenina a la recerca de civilitzacions alienígenes i a lluitar contra un poderós enemic. La sèrie més tardana de Smith, Lensman, i el treball d'Edmond Hamilton i Jack Williamson als 1930 i 1940 van ser molt populars entre els lectors i molt imitats per altres escriptors. Van ser aquests imitadors els que van inspirar a Tucker i altres fans a usar l'etiqueta per denominar a aquesta producció.
La space opera va entrar en decadència després que la ciència-ficció abandonés la fixació en l'aventura i la tecnologia per endinsar-se en l'estudi de les societats futures, a partir de la nova ona, a la dècada de 1960. Amb el temps, l'anàlisi dels millors exemples del gènere ha portat a una re-avaluació del terme i a una resurrecció de la space opera. Escriptors com Poul Anderson i Gordon R. Dickson han mantingut el gènere d'aventura espacial de grans dimensions viu durant els 50, seguits per -entre molts altres - M. John Harrison i C. J. Cherryh als 70 i Iain M. Banks, Lois McMaster Bujold, i Paul J. McAuley als 80. Passada la borratxera de la nova ona, la literatura de ciència-ficció va començar a tornar als vells temes (a excepció del cyberpunk), encara que amb una mirada més madura. Amb el temps el terme space opera ha deixat de tenir aquesta connotació negativa per passar a definir un tipus de novel·la concret, encara que el subgènere segueix sent percebut com un estereotip de la ciència-ficció.
En el terreny cinematogràfic, el final de l'edat daurada de la space opera el va marcar la pel·lícula 2001: Una odissea de l'espai, mentre que Star Wars (en el fons una resurrecció de les històries dominicals de Flash Gordon de la dècada de 1940) va fer tornar el gènere amb glòria i majestat, i des de llavors segueix tenint èxits.
Sèries de ciència-ficció de gran popularitat com Star Trek, Babylon 5 i Stargate són en general classificades com space operes essent l'exploració espacial, les guerres entre imperis galàctics i les aventures arran del contacte entre civilitzacions el tema central.

## Característiques

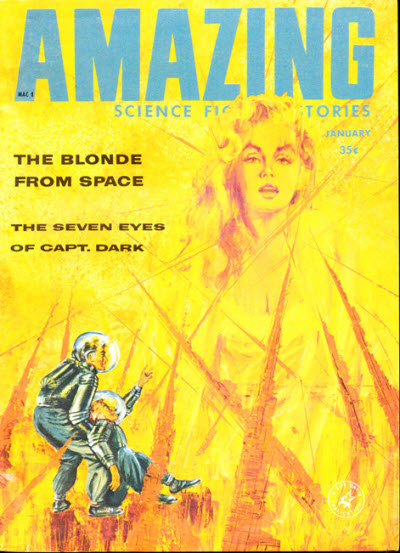
Space opera de l'any 1959

Les històries solen estar situades a l'espai exterior o en un planeta fictici. Per evitar que la història es torni avorrida, els personatges d'aquestes històries gairebé sempre són capaços de viatjar distàncies il·limitades en relativament molt poc temps, i les seves naus no es veuen afectades per complicacions com la necessitat de desaccelerar abans de detenir un vehicle que ha viatjat a velocitats properes a la de la llum, o la necessitat d'una font de poder capaç de proporcionar energia a una nau que pot desenvolupar tals velocitats (a part de l'energia necessària per a altres funcions característiques d'aquestes naus, com un sistema d'armament).
Els planetes que apareixen en històries d'òpera espacial sovint són capaços de sostenir el funcionament de l'organisme humà i estan poblats per éssers exòtics. És comú trobar civilitzacions alienígenes similars a algunes civilitzacions antigues de la Terra, com la civilització egípcia, grega o vikinga, però adornades amb alguns trets futuristes. Aquestes civilitzacions extraterrestres gairebé sempre estan formades per éssers antropomòrfics o per humans d'aspecte estrany, que són capaços de parlar l'idioma dels protagonistes.
Alguns dispositius típics que es troben en aquestes històries són les pistoles de rajos, els vehicles voladors o naus per a un tripulant, així com androides i ginoides.